# Raiffeisen-Volksbank Neustadt
Die Raiffeisen-Volksbank Neustadt eG ist eine Genossenschaftsbank mit Sitz im Stadtteil Hagen in der niedersächsischen Stadt Neustadt am Rübenberge in der Region Hannover.

## Geschichte
Die heutige Raiffeisen-Volksbank Neustadt eG wurde am 12. Januar 1920 als Spar- und Darlehnskasse Hagen eGmuH in Hagen gegründet und entstand im Jahr 1980 durch die Fusion der Spar- und Darlehnskasse Hagen eG mit der Eilveser Volksbank eG und der Spar- und Darlehnskasse Wulfelade eG (beide letztgenannten ebenfalls mit Sitz in Neustadt am Rübenberge).

## Rechtsverhältnisse
Die Raiffeisen-Volksbank Neustadt eG ist im Genossenschaftsregister beim Amtsgericht Hannover unter GnR 110000 eingetragen.

## Organisationsstruktur
Rechtsgrundlagen sind das Genossenschaftsgesetz und die durch die Generalversammlung beschlossene Satzung. Organe der Bank sind der Vorstand, der Aufsichtsrat und die Generalversammlung.

## Sicherungseinrichtung
Die Raiffeisen-Volksbank Neustadt eG ist der amtlich anerkannten Sicherungseinrichtung des Bundesverbandes der Deutschen Volksbanken und Raiffeisenbanken GmbH und der zusätzlichen freiwilligen Sicherungseinrichtung des Bundesverbandes der Deutschen Volksbanken und Raiffeisenbanken e.V. angeschlossen.

## Geschäftsausrichtung
Die Raiffeisen-Volksbank Neustadt eG betreibt das Universalbankgeschäft. Im Verbundgeschäft arbeitet sie mit der DZ Bank, R+V Versicherung, Bausparkasse Schwäbisch Hall, Teambank, VR Leasing, DZ Hyp und der Union Investment zusammen.

## Geschäftsgebiet
Das Geschäftsgebiet liegt im Nordwesten der Region Hannover.
An diesen Orten betreibt die Bank Filialen:
- Hagen (Hauptstelle, jur. Sitz)
- Mariensee (Geschäftsstelle)